# Idioma iquito
La lengua iquitu ikitu pertenece a la familia zaparoana. Se la llama también iquita, ikito, amacacore o hamacore (denominación en shimigae), quiturano o quiturra (nombre dado por los yameo y otras etnias vecinas del sur). Se halla en serio peligro de extinción. Los iquitos dan a su lengua el nombre usado en el título de este artículo, y suelen denominarse a sí mismos paratacay. Hay 519 personas hablan iquitu como lengua materna.

## Distribución geográfica
Distrito de Alto Nanay, provincia de Maynas, departamento de Loreto (Perú). Los iquitos viven en las cabeceras del río Nanay y en la cuenca del río Pintoyacu, y se ubican principalmente en tres aldeas: San Antonio de Pintoyacu (al noroeste de la ciudad de Iquitos), Atalaya (aguas arriba de San Antonio), y Saboya.
El territorio de los iquito limita al este con el de los yagua (familia lingüística peba-yagua), y al y sudoeste con los cocama (familia tupí-guaraní). En el pasado, sus vecinos del sudeste eran los hoy extintos yameo (familia peba-yagua) y al noroeste los semigaes, de la misma familia záparo.

## Número de hablantes
Hacia mediados del siglo XVII, la etnia iquito era numerosa. Una gran cantidad vivía donde hoy se ubica la ciudad de Iquitos. Hacia 1925, el total aproximado de la población era de unas 1000 personas, en su mayoría monolingües. Para comienzos de la década de 1960 quedaban apenas unos 100 hablantes, al borde de la extinción y la aculturación en la sociedad hispanoparlante. En los años 1980 murieron los últimos monolingües. Los niños entendían iquito, pero no lo hablaban; los adultos eran bilingües con el español, y los ancianos entendían español, pero solo hablaban iquito. 
La mayoría de los ikitus murieron de viruela, tuberculosis, neumonía y casi se extinguen su etnia y su lengua durante el siglo XX, La bonanza económica denominada boom o fiebre del caucho y el sistema de latifundios agrarios tuvieron efectos devastadores en una población de cazadores, pescadores y recolectores con actividad agrícola de subsistencia. Actualmente los iquitos o ikitus están en un proceso de recuperación cultural, hay 519 hablantes nativos de ikitu esto gracias a los esfuerzos de conservación por parte del pueblo ikitu y el Ministerio de Cultura.